# Retana
De Retana is een vulkanische caldera in het departement Jutiapa in Guatemala. De caldera ligt ongeveer 15 kilometer ten noorden van de stad Jutiapa. De krater heeft een doorsnede van ongeveer vijf kilometer en bestaat uit basalt en daciet. De steile wanden rijzen 60 tot 250 meter hoog boven de vlakke calderavloer uit.
Op ongeveer vier kilometer ten westen ligt de vulkaan Tahual en ongeveer vier kilometer naar het oosten de vulkaan Suchitán. Twintig kilometer naar het zuidwesten bevindt zich de vulkaan Flores.